# Jean-Dominique Quilichini
Jean-Dominique Quilichini, francoski general, * 1884, † 1966.